# Anton Friedrich Büsching

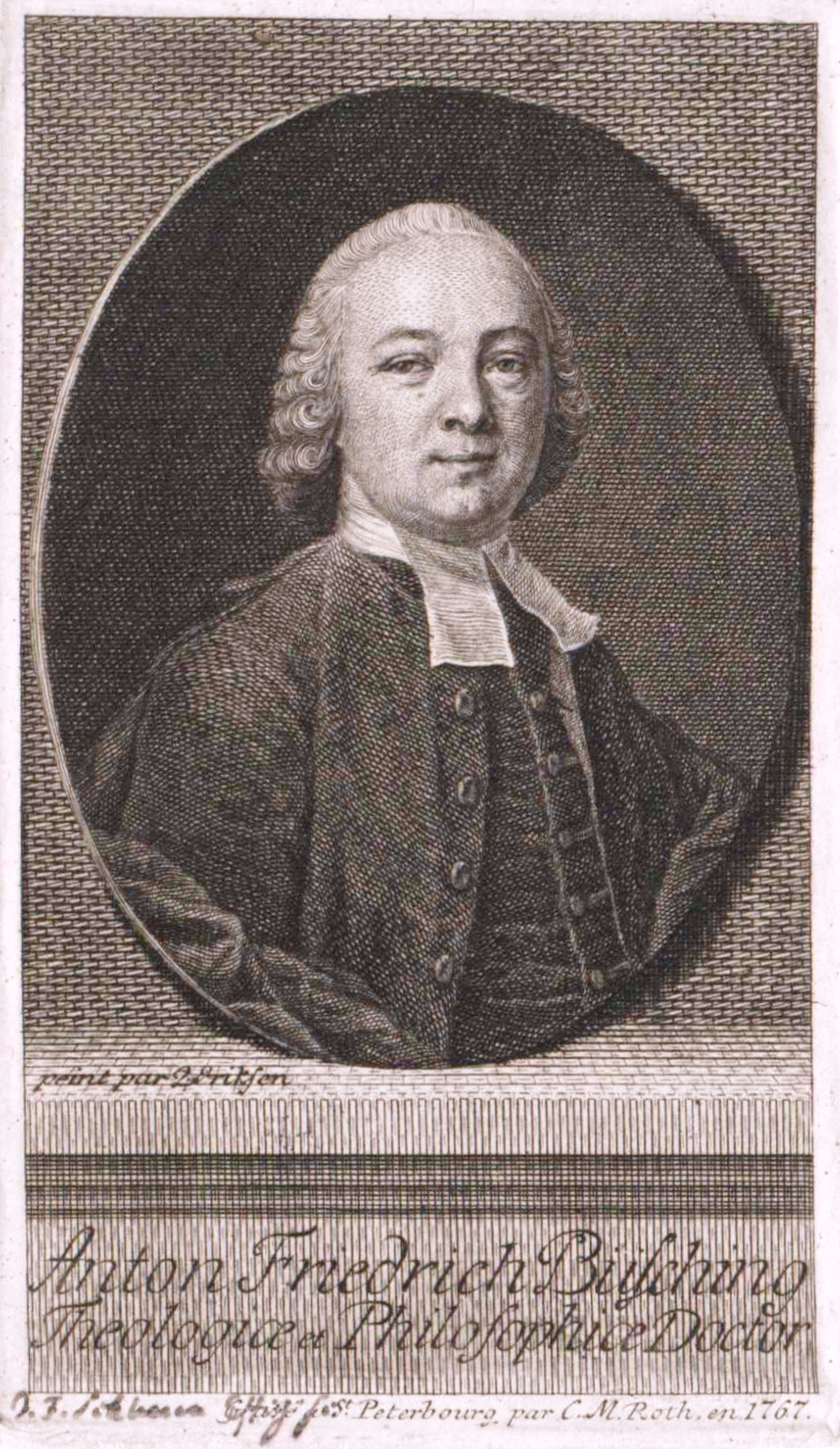
Anton Friedrich Büsching

Anton Friedrich Büsching (Stadthagen, 27 september 1724 - Berlijn, 28 mei 1793) was een Duits geograaf. Hij hield zich als een van de eerste, moderne geografen, bezig met de beschrijvende regionale geografie.

## Werk
Van zijn hand komt o.a. een van de eerste boeken waarin landen in Europa beschreven werden; "Große Erdbeschreibung". Dit is uitgegeven in 11 delen (10 voor Europa en 1 voor Azië).

## Vernoeming
Tevens is er een maankrater naar hem vernoemd.
- Biblioteca Nacional de España: XX1620013
- Bibliothèque nationale de France: cb13739760c (data)
- Gemeinsame Normdatei: 119003554
- International Standard Name Identifier: 0000 0000 8343 9828
- Library of Congress Control Number: n90727306
- Nationale Bibliotheek van Letland: 000235245
- Nationale Bibliotheek van Tsjechië: jo2006362186
- Nationale Bibliotheek van Israël: 987007259221905171
- Nationale Bibliotheek van Polen: a0000002146706
- Nederlandse Thesaurus van Auteursnamen: 071821678
- Istituto Centrale per il Catalogo Unico: UBOV600584
- LIBRIS: 289643
- Système universitaire de documentation: 066970709
- Virtual International Authority File: 59262382
- WorldCat: E39PBJkxMjKVGV9jFRmdxTYXVC